# Guerras de sucesión de Java
Las guerras de sucesión de Java fueron tres enfrentamientos militares que tuvieron lugar entre varios rivales al trono del Sultanato de Mataram  en la isla de Java, con la participación decisiva de la Compañía Neerlandesa de las Indias Orientales  (en neerlandés Vereenigde Oost-Indische Compagnie; VOC). La primera guerra de sucesión javanesa fue un conflicto entre el sultán Amangkurat III de Mataram y la Compañía neerlandesa, que apoyaba la reclamación al trono del tío del sultán, Pangeran Puger. Este conflicto se desarrolló entre 1704 y 1708.
La segunda guerra de sucesión de Java, en cambio, fue un conflicto entre el sultán Amangkurat IV de Mataram, que en este caso tenía el apoyo de la compañía, contra una revuelta liderada por príncipes rivales, que le negaban los derechos al trono de Mataram. Este conflicto se desarrolló entre el 1719 y el 1723. Al final del conflicto se hizo evidente que, aunque la Compañía era virtualmente invencible sobre el terreno, el simple dominio militar no era suficiente para pacificar la isla de Java.

## Historia
A finales del siglo XVII la Compañía Neerlandesa de las Indias Orientales (por sus siglas, VOC) jugaba un papel importante en la isla de Java, precisamente a causa, entre otras cosas, por su alianza con la isla de Mataram, el poder hegemónico local. Durante el siglo XVIII, sin embargo, se produjeron una larga serie de revueltas conocidas en su conjunto como guerras de sucesión javanesas o de Java.

### Primera guerra de sucesión de Java
Cuando Amangkurat II murió, en 1703, fue sucedido brevemente por su hijo, Amangkurat III. Sin embargo, los neerlandeses creyeron que habían encontrado un cliente más seguro en la figura de su tío, Pangeran Puger. Las tensiones entre los diversos bandos escalaron cuando Amangkurat fue acusado de dar refugio al rebelde Surapati. Pangeran Puger acusó Amangkurat, ante los neerlandeses, de haber planificado un alzamiento en la Java oriental. A diferencia de Pangeran Puger, Amangkurat III había heredado conexiones sanguíneas con el dirigente de Surabaya, Jangrana II, Por parte de Amangkurat II, lo que daba credibilidad a la alegación de que había cooperado con el ahora poderoso Untung Surapati de Pasuruan.  El panembahan Cakraningrat II , que era el aliado más fiel de la Compañía neerlandesa, los convenció para apoyar a Pangeran Puger que tomó el título de Pakubuwana I de Mataram, cuando accedió al trono, en junio de 1704.
Junto con los neerlandeses, Pakubuwana derrotó a su sobrino, Amangkurat, quien huyó hacia el este, recibiendo refugio de Surapati, el cual había construido su propio reino. La guerra continuó durante cinco años, antes que los neerlandeses lograran instalar a Pakubuwana al poder. En agosto de 1705, las fuerzas de Pakubuwana I y de la Compañía neerlandesa lograron capturar Kartasura sin resistencia cuando los hombres de Amangkurat III, en un acto de cobardía, desertaron en el momento que el enemigo llegaba a Ungaran. Las fuerzas de Surapati de Bangil, cerca de Pasuruan, fueron aniquiladas por una alianza formada por la Compañía, Kartasura y Madura, en 1706.
Jangrana II , el cual quería aliarse con Amangkurat III y no había participado de ninguna manera en la toma de Bangil, fue llamado a presentarse ante Pakubuwana I, siendo asesinado allí a petición de la Compañía ese mismo año. Amangkurat III huyó a Malang junto con los descendientes de Surapati y el resto de sus fuerzas, pero entonces Malang era un territorio sin ley que no ofrecía ninguna gloria digna de un rey.
A partir de ese punto, aunque las operaciones desarrolladas en el sector oriental interior de la isla de Java durante los años 1706-1708 no representaron demasiado éxito, a nivel militar, el rey depuesto se rindió en 1708, tras comprarlo con promesas de un palacio y tierras, aunque finalmente fue desterrado a Ceylán, junto con sus esposas e hijos.

### Segunda guerra de sucesión de Java
En 1719, Pakubuwana I murió, dejando el trono a su hijo Amangkurat IV, el cual accedió en 1719; sin embargo, sus hermanos, los príncipes Blitar y Purbaya, se mostraron en contra de esta sucesión. En junio de 1719 los príncipes atacaron el palacio, cuando fueron repelidos por los cañones de la fortaleza de la Compañía, los rebeldes tuvieron que retirarse al territorio sur del sultanato de Mataram. Su tío, el príncipe Arya Mataram , marchó hacia Japara y se proclamó rey a sí mismo, comenzando así la segunda guerra de sucesión. Antes de terminar el año, Arya Mataram se rindió y fue estrangulado, en Japara, por orden del sultán, mientras que Blitar y Purbaya fueron expulsados de su fortaleza de Mataram en noviembre. En 1720, estos dos príncipes huyeron hacia el todavía sublevado sector interior de la Java oriental. Sin embargo, y afortunadamente para la Compañía y el joven sultán, los regentes rebeldes de Surabaya, Jangrana III y Jayapuspita , murieron entre 1718 y 1720, mientras que el príncipe Blitar murió en 1721.
En mayo y junio de 1723, el resto de las fuerzas rebeldes y sus líderes se rindieron, incluidos Surengrana de Surabaya y los príncipes Purbaya y Dipanagara, todos ellos fueron desterrados a Ceylon , con la excepción de Purbaya, el cual fue enviado a Batavia para servir como “vía de escape” para sustituir a Amangkurat IV, en caso de que éste intentara algún cambio en la relación entre el rey y la Compañía, ya que Purbaya era visto como un sultán igual de legítimo por parte de la misma Compañía. 

### Tercera guerra de sucesión de Java
La tercera guerra de sucesión fue un conflicto entre Pakubuwana II de Mataram ("soberano") del reino javanés de Mataram, de 1746 a 1755, uno de sus tíos, el príncipe Mangkubumi. Terminó con la firma del Tratado de Giyanti, bajo los auspicios de  la Compañía Neerlandesa de las Indias Orientales,  que incluyó la fundación del Sultanato de Yogyakarta y el Principado de Mangkunegaran.